# Benedetto Maramotti
Benedetto Maramotti (Reggio Emilia, 29 dicembre 1823 – Roma, 16 aprile 1896) è stato un politico e prefetto italiano.

## Biografia
Prefetto di Perugia, Ravenna e Teramo, fu eletto deputato per la I legislatura del Regno di Sardegna nel Collegio elettorale di Castelnovo di Garfagnana. Fu anche presidente della Provincia dell'Umbria dal 1889 al 1896.